# Pinocchio (programma televisivo)
Pinocchio era un programma televisivo d'approfondimento sociale e politico che dal 1997 al 1998 andò in onda su Rai 1 in prima serata, successivamente (dal 1998 al 2000), a causa dei bassi ascolti sulla prima rete, andò in onda su Rai 2 in seconda serata (dalle 22:30 fino a mezzanotte).
A condurre il programma fu Gad Lerner che successivamente venne chiamato alla direzione del Tg1, per poi dimettersi pochi mesi dopo.
Tra i personaggi divenuti famosi grazie a questa trasmissione c'è il giornalista Mario Giordano noto come il "grillo parlante", poi divenuto direttore di Studio Aperto, de Il Giornale e di News Mediaset.